# الثعبان (مسلسل 2021)
الثعبان (بالإنجليزية: The Serpent)‏ هو مسلسل جريمة دراما بريطاني يتكون من 8 حلقات عن قصة السفاح تشارلز سوبراج، المسلسل من بطولة طاهر رحيم، جينا كولمان، بيلي هاول  وإيلي بامبر. عرض على قناة بي بي سي الأولى في الفترة من 1 يناير حتى 14 فبراير 2021.

## روابط خارجية
- الثعبان (مسلسل 2021) على موقع IMDb (الإنجليزية)
- الثعبان (مسلسل 2021) على موقع ميتاكريتيك (الإنجليزية)
- الثعبان (مسلسل 2021) على موقع روتن توميتوز (الإنجليزية)
- الثعبان (مسلسل 2021) على موقع نتفليكس (الإنجليزية)
- الثعبان (مسلسل 2021) على موقع فيلمافينيتي (الإسبانية)
- الثعبان (مسلسل 2021) على موقع كينوبويسك (الروسية)
- الثعبان (مسلسل 2021) على موقع ألو سيني (الفرنسية)
- الثعبان (مسلسل 2021) على موقع قاعدة بيانات الفيلم (الإنجليزية)